# Walter Engel (Germanist)
Walter Engel (* 13. November 1942 in Sânmihaiu German, deutsch Deutschsanktmichael, Banat, Königreich Rumänien) ist Dozent, Literaturwissenschaftler, Publizist und Stiftungsdirektor.

## Leben
Engel besuchte das  Gymnasium in Jimbolia und studierte von 1960 bis 1965 Germanistik und Rumänistik an der West-Universität in Timișoara. Anschließend unterrichtete er von 1966 bis 1968 Deutsch in Heltau (rumänisch Cisnădie) in Siebenbürgen. Danach war er als Kulturredakteur für die Hermannstädter Zeitung und Die Woche (1968–72) sowie als Wissenschaftlicher Assistent und Dozent am Lehrstuhl für Germanistik der West-Universität tätig (1972–1980).
Nach seiner Aussiedlung in die Bundesrepublik Deutschland 1980 promovierte er 1981 in Heidelberg zum Dr. phil. bei Dietrich Harth (Neuere Deutsche Literatur), Korreferent war Klaus Heitmann (Rumänische Literatur), über „Deutsche Literatur im Banat (1840–1939)“.
Nach seiner Tätigkeit als Wissenschaftlicher Mitarbeiter an der Universität Heidelberg, folgte von 1982 bis 1984 eine Ausbildung für den Höheren Dienst an wissenschaftlichen Bibliotheken in Heidelberg und Frankfurt am Main, an denen er sein Staatsexamen im September 1984 absolvierte. Von 1984 bis 1987 war Walter Engel als Wissenschaftlicher Mitarbeiter bei der Forschungsstelle „Bibliographie der deutschsprachigen Literaturzeitschriften des 19. Jahrhunderts“ (Estermann) an der Stadt- und Universitätsbibliothek Frankfurt am Main tätig. Von 1987 bis 1988 war Engel Abteilungsleiter im Amt für Wissenschaft und Kunst der Stadt Frankfurt am Main. Von 1988 bis 2006 war er Direktor der Stiftung „Haus des Deutschen Ostens“, seit 1992 Gerhart-Hauptmann-Haus. Deutsch-Osteuropäisches Forum.

## Tätigkeit
1989 bis 2006 war er Vorstandsvorsitzender der Arbeitsgemeinschaft Ostdeutsche Museen, Sammlungen und Heimatstuben in NRW, seit 1998 ist er in der Pädagogischen Arbeitsgruppe des Schülerwettbewerbs NRW "Begegnung mit Osteuropa. Die Deutschen und ihre östlichen Nachbarn"  zuständig für das Fach Deutsche Literatur.
Von 1991 bis 1995 war er Lehrbeauftragter an der Philosophischen Fakultät der Heinrich-Heine-Universität Düsseldorf, Germanistisches Seminar, Neuere deutsche Literaturwissenschaft. Von 1993 bis 1999 war er Präsident des Kulturverbandes der Banater Deutschen.
1995 erfolgte die Gründung der Vierteljahresschrift West-Ost-Journal in Düsseldorf, deren Chefredakteur er von 1995 bis 2006 war.
Engel organisierte und führte durch zahlreiche Fachtagungen in den Bereichen Literatur, Kulturgeschichte und Geschichte in Deutschland, Rumänien und Polen. Er war zudem  von 1989 bis 2006 Initiator und Leiter des Düsseldorfer „Literaturforums Ost-West“. Ebenso hielt er literaturwissenschaftliche Vorträge in Deutschland, Rumänien, Ungarn und Österreich.

## Veröffentlichungen

### Buchpublikationen
- Auswahl literarischer Texte. Für den IV. Jahrgang der deutschsprachigen Lyzeen. Bukarest: Editura didactica si pedagogica 1976 (gemeinsam mit Heinrich Lauer, Peter Motzan).
- Deutsche Literatur. Lehrbuch für die XII. Klasse. Bukarest: Editura didactica si pedagogica 1977 (gemeinsam mit Heinrich Lauer, Peter Motzan, Franz Hodjak, Michael Markel, Brigitte Tontsch).
- „Von der Heide“. Anthologie einer Zeitschrift. Bukarest: Kriterion-Verlag 1978.
- Deutsche Literatur im Banat (1840–1939). Der Beitrag der Kulturzeitschriften zum banatschwäbischen Geistesleben. Heidelberg 1982 (Sammlung Groos, 15).
- Karl Jaspers in seiner Heidelberger Zeit. Dokumentationsband. Hrsg. von Joachim-Felix Leonhard. Heidelberger Verlagsanstalt und Druckerei 1983 (gemeinsam mit Hans Friedrich Fulda, Hanna Grisebach, J. Felix Leonhard, Heinz Sarkowski und Wolfram Schmitt).
- Bücherverbrennung. Zensur, Verbot, Vernichtung unter dem Nationalsozialismus in: Heidelberg. Hrsg. von Joachim-Felix Leonhard. Heidelberger Verlagsanstalt und Druckerei 1983 (mit Beiträgen von Walter Engel, Dietrich Harth, Joachim-Felix Leonhard, Ulrich Wagner, Wilfried Werner, Regine Wolf-Hauschild, Eike Wolgast und Clemens Zimmermann).
- Ludwig Börne. 1786–1837. Frankfurt (Main): Buchhändler-Vereinigung 1986 (gemeinsam mit Alfred Estermann, Martin Herrchen u. a.)
- Fremd in der Heimat. Aussiedler aus Ost- und Südosteuropa unterwegs nach Deutschland. Hrsg. von Walter Engel. Dülmen: Laumann-Verlag 1990 (2. Aufl. 1993) (mit Beiträgen von Walter Daugsch, Ruth Fabritius, Renata Schumann, Josef Wolf)
- Franz Ferch – Mensch und Werk. Bilder aus dem Banat. Hrsg. von Walter Engel, bearbeitet von Franz Heinz. Mit Beiträgen von Walter Engel, Manfred Engelmann, Franz Ferch, Franz Heinz Hildegard Kremper-Fackner, Annemarie Podlipny-Hehn. Berlin, Bonn: Westkreuz-Verlag 1991.
- Ostpreußische Künstler in Kaliningrad. Katalog zur Ausstellung im Museum für Geschichte u. Kunst des Gebietes Kaliningrad 6. Oktober bis 6. Dezember 1991, Bad Münstereifel: Westkreuz-Verlag Berlin, Bonn 1991 (Schriften der Stiftung Haus des Deutschen Ostens, Düsseldorf).
- Blickpunkt Ost – Treffpunkt Düsseldorf. [Ausstellung] Landesmuseum Volk und Wirtschaft, Düsseldorf, 3. – 24. Juni 1992. Düsseldorf: R. Meyer 1992.
- „236000“. Junge Künstlergruppe in Kaliningrad 1992. Katalog zur Ausstellung junger Künstler in Kaliningrad, Königsberg; Juni–August 1992 im Museum für Geschichte und Kunst des Gebietes Kaliningrad, Königsberg. Düsseldorf: R. Meyer 1992.
- Kulturbrücke Ost-West. Vom Haus des Deutschen Ostens zum Gerhart-Hauptmann-Haus Düsseldorf. 1963–1993. Dülmen: Laumann-Verlag 1993 (gemeinsam mit Karl Fischer-Reichenberg).
- Weltgeschick und Lebenszeit. Andreas Gryphius, ein schlesischer Barockdichter aus deutscher und polnischer Sicht. Düsseldorf: Droste 1993 (Schriften der Stiftung Gerhart-Hauptmann-Haus. Deutsch-osteuropäisches Forum, Düsseldorf)
- Die Albertina. Universität in Königsberg 1544–1944. Katalog zur Ausstellung im Museum für Geschichte und Kunst des Gebiets Kaliningrad, 17. August bis 7. Oktober 1994. Bad Münstereifel: Westkreuz-Verlag Berlin/Bonn 1994 (Schriften der Stiftung Gerhart-Hauptmann-Haus. Deutsch-osteuropäisches Forum, Düsseldorf) Text dt. u. russ. (gemeinsam mit Walter Daugsch, Agnes Giesbrecht u. a.)
- ANATOL. Arbeiten 1983 bis 1993. Düsseldorf: Gerhart-Hauptmann-Haus 1994.
- Künstler aus Schlesien = Artysci ze Slaska. Dülmen: Laumann-Verlag 1994.
- Ernst Mollenhauer (1892–1963). Katalog zur Ausstellung in der Kunstgalerie der Stadt Kaliningrad, 15. November bis 15. Dezember 1995. Bad Münstereifel: Westkreuz-Verlag Berlin, Bonn 1995 (Schriften der Stiftung „Gerhart-Hauptmann-Haus. Deutsch-osteuropäisches Forum“, Düsseldorf). Text dt. u. russ.
- Meine ersten Jahre im Westen. Köln: WDR 1996 (gemeinsam mit Gudrun Schmidt).
- Reinhardt Schuster. Malerei und Zeichnungen. Katalog zur Ausstellung in der Galerie des Bukarester Nationaltheaters vom 7.–28. Oktober 1996. Meerbusch-Lank: Kühler 1996 (Schriften der Stiftung „Gerhart-Hauptmann-Haus. Deutsch-osteuropäisches Forum“, Düsseldorf).
- Zeitgeschehen und Lebensansicht. Die Aktualität der Literatur Gerhart Hauptmanns. Berlin: E. Schmidt 1997 (gemeinsam mit Jost Bomers).
- Ernst Mollenhauer. Eine Ausstellung der Stiftung Gerhart-Hauptmann-Haus, Düsseldorf; Katalog der Ausstellung im Nationalen Kunstmuseum Wilna, Vilnius vom 4. bis 25. Oktober 2001 und in der Gemäldegalerie Klaipėda (Memel) vom 2. bis 23. November 2001. Organ. und Red.: Walter Engel. Übers. in die litauische Sprache: Rasa Krupavičiutė. Berlin, Bonn: Westkreuz-Verlag, 2001 (Schriften der Stiftung „Gerhart-Hauptmann-Haus. Deutsch-osteuropäisches Forum“, Düsseldorf).
- Kulturraum Schlesien. Ein europäisches Phänomen. Hrsg. von Walter Engel und Norbert Honsza. Interdisziplinäre Konferenz Wrocław, Breslau 18.–20. Oktober 1999, Wrocław: ATUT, 2001.
- Gebt unseren Worten nicht euren Sinn. Rose Ausländer Symposium, Düsseldorf 2001. Hrsg. von Helmut Braun und Walter Engel, Köln: Rose Ausländer-Stiftung, 2001 (Schriftenreihe der Rose Ausländer-Stiftung, 11) (Schriften der Stiftung „Gerhart-Hauptmann-Haus. Deutsch-osteuropäisches Forum“)
- Symbiose und Traditionsbruch.Deutsch-jüdische Wechselbeziehungen in Ostmittel- und Südosteuropa. Hrsg. von Hans Hecker und Walter Engel. Essen: Klartext Verlag, 2003.
- Geistiges Preußen – Preußischer Geist.Deutsch-polnische Konferenz Allenstein/Olsztyn 20.–21. Sept. 2002. Hrsg. von Gabriele Hundrieser und Hans-Georg Pott in Verbindung mit Walter Engel. Aisthesis Verlag, Bielefeld 2003.
- Literaturen des Ostseeraums in interkulturellen Prozessen. Hrsg. von Regina Hartmann in Verbindung mit Walter Engel. Bielefeld: AISTHESIS VERLAG, 2005
- Kulturraum Banat. Deutsche Kultur in einer europäischen Vielvölkerregion. Hrsg. von Walter Engel. Essen: Klartext Verlag. 2007
- Aufbruch und Ausklang. Zur Ansiedlung und „Rückwanderung“ der Banater Schwaben. Beiträge der 43. und 44. Kulturtagung in Sindelfingen 2007/2008. Hrsg. Von Walter Engel und Walter Tonta. Stuttgart 2009

### Periodika und Sammelbände
Aufsätze, Interviews, Berichte über: das rumäniendeutsche Literaturgeschehen; banatdeutsche Literatur- und Pressegeschichte; Theaterkritiken (Hermannstadt, Temeswar); deutsch-rumänische Literaturbeziehungen; Kulturerbe in den früheren deutschen Ostprovinzen. Unter anderem in Neue Literatur und Neuer Weg (beide Bukarest), Hermannstädter Zeitung von 1971 bis 1989 Die Woche, Karpatenrundschau (Kronstadt), Neue Banater Zeitung (Temeswar), Frankfurter Allgemeine Zeitung, Neue Zürcher Zeitung, Rhein-Neckar-Zeitung (Heidelberg), Südostdeutsche Vierteljahresblätter, Spiegelungen (München), Banater Post (München), Kulturpolitische Korrespondenz (Bonn), Zwischenwelt (Wien), Orizont (Temeswar), ADZ (Bukarest), West-Ost-Journal (Düsseldorf)

## Auszeichnungen
- Bundesverdienstmedaille 2005
- Donauschwäbischer Kulturpreis des Landes Baden-Württemberg, Ehrengabe 2007
- Ehrendiplom des Rumänischen Schriftstellerverbandes, Filiale, Temeswar 2007